# K.u.k. HB 578
Die Dampflokomotivreihe k.u.k HB 578 war eine Tenderlokomotivreihe der k.u.k. Heeresbahn der österreichisch-ungarischen Monarchie.

## Geschichte
Im Ersten Weltkrieg deckte die k.u.k. Heeresbahn ihren Bedarf an zusätzlichen Lokomotiven bei Henschel in Kassel mit dem Typ Frankfurt, da die österreichischen Lokomotivfabriken vollständig ausgelastet waren.
Die 22 Lokomotiven hatten typische preußische Merkmale und wurden als Reihe 578 eingereiht.
Nach Kriegsende verblieben zehn Stück in Polen als TKp101 und zwölf bei der BBÖ, die sowohl Reihen- als auch Ordnungsnummern beibehielt und sie im Verschub auf den großen Wiener Bahnhöfen sowie auf der Vorortelinie der Wiener Stadtbahn einsetzte.
1938 ordnete sie die Deutsche Reichsbahn (DR) als 92.2101–2112 ein.
Sieben polnische TKp101 kamen im Zuge der Besetzung Polens im Zweiten Weltkrieg als 92 2113–2119 ebenfalls zur DR.
Nach Kriegsende verblieben den ÖBB noch acht Exemplare, die sie unter Beibehaltung der Ordnungsnummern als Reihe 292 führten.
Sie wurden bis 1966 ausgemustert.